# Volksverwering
Le Volksverwering, en français, La défense du peuple est une ligue anti-juive d'extrême droite pour la sauvegarde de la race et du sol fondée à Anvers, en 1937, par l'avocat René Lambrichts.

## Historique

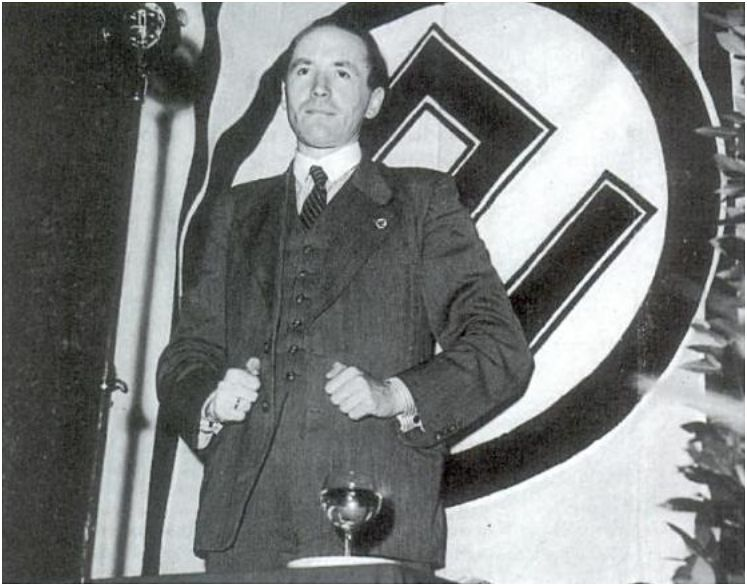
René Lambrichts devant le drapeau du Volksverwering, le 17 juillet 1942

Dès 1937, René Lambrichts fait siennes les théories racistes développées par le nazisme. Il fonde à Anvers son mouvement qui sera autorisé par l'occupant dès le 15 octobre 1940. En mars 1941, le mouvement essaime à Bruxelles pour se rapprocher du SIPO-SD qui vient de s'installer au 52, rue Philippe de Champagne. La ligue occupe un étage de ce bâtiment dont le propriétaire juif s'est fait récemment spolier. Les ligueurs tiennent un premier meeting bruxellois au Palace Rubens. En avril 1941, la ligue est un des fers de lance du Pogrom d'Anvers. La propagande abteilung avait en effet organisé la projection du film de Fritz Hippler, Der Ewige Jude dans le cinéma Rex de la Keyzerlei. René Lambrichts prendra la parole pour introduire la séance, il salue la politique menée par Hitler qui libérera l'Europe de l'influence juive. « Les pensées de tous les anti-juifs vont vers le Führer du Grand Reich allemand [...] Nous le remercions pour les bienfaits auxquels il convie notre peuple à participer ». « Anvers se débarrassera de ses Juifs, toute l'Europe se débarrassera des Juifs et cela grâce à la haute direction d'Adolf Hitler. Nous voulons l'aider à ouvrir de nouvelles voies pour notre continent ». La ligue compte alors un millier d'activistes à Anvers, son vrai berceau de l'aveu même de son fondateur mais elle compte également des membres à Bruxelles, Liège et Charleroi.
Collaborationnistes, les ligueurs saluent les ordonnances allemandes anti-juives qui sont pour eux autant de réjouissances et leur permet d'avancer vers « une solution radicale de la question juive en Belgique ». « C'est un fait réjouissant - publie la ligue anti-juive - que pour la première fois dans l'histoire belge, un décret parait, dans le moniteur, basé sur le principe de la race [...]. Volksverwering atteint son but. Le pays sera bientôt épuré des juifs ».

## Organes de propagande
La ligue disposait d'un journal éponyme qui s'appellera ensuite Volksche Aanval (l'assaut populaire) et de son homologue francophone, L'ami du peuple. Non content d'y répandre leurs thèses antisémites, ils n'hésitèrent pas à publier, commune par commune, la liste des Juifs ainsi que leurs adresses.